# Maurrin
Maurrin település Franciaországban, Landes megyében. Lakosainak száma 457 fő (2022. január 1.). Maurrin Artassenx, Bascons, Castandet, Grenade-sur-l’Adour és Pujo-le-Plan községekkel határos.

## Népesség
A település népességének változása:
| Lakosok száma | 285  | 339  | 384  | 438  | 459  | 450  | 442  | 440  | 444  | 457  |
|               | 1968 | 1982 | 1990 | 2006 | 2013 | 2015 | 2017 | 2019 | 2020 | 2022 |